# Peter Julius Junge
Peter Julius Junge (* 30. August 1913 in Bonn; † 1943 bei Stalingrad) war ein deutscher Althistoriker.
Schon während seines Schulbesuchs in Breslau trat Junge 1929 dem NS-Schülerbund bei und gehörte ab 1930 der HJ an. Zum 1. Dezember 1931 trat er der NSDAP bei (Mitgliedsnummer 829.443). Nach dem Abitur ging Junge zum Studium zunächst nach Wien, kehrte später aber wieder nach Breslau zurück, da er sich 1932 politisch bei den Gemeinderatswahlen und den Hochschulkrawallen betätigt hatte. In Breslau wurde er mit der von Ernst Kornemann betreuten Arbeit Saka-Studien 1936 promoviert (publiziert als Saka-Studien: der ferne Nordosten im Weltbild der Antike. (= Klio: Beiträge zur alten Geschichte 41). Dieterich, Leipzig 1939; spätere Nachdrucke). Noch 1936 konnte er Persien bereisen und die Monumente und Inschriften von Persepolis und Naqsch-e Rostam aus eigener Anschauung studieren. Anschließend ging er 1937 nach Berlin und war dort mit dem hellenistischen Material der Deutschen Turfanexpedition befasst. Ab 1938 war er als Referent bei der Reichsleitung der NSDAP angestellt. Kurz vor Beginn des Zweiten Weltkrieges wurde er zum Kriegsdienst eingezogen. Seine Habilitation erfolgte 1940 in Innsbruck, wo er auch zum außerplanmäßigen Professor ernannt wurde. Hauptgutachter war der nationalsozialistisch engagierte Franz Miltner, der auch für die posthume Veröffentlichung (Dareios I. König der Perser. Harrassowitz, Leipzig 1944; persische Übersetzung 1957) sorgte.
Junges Darstellung und Wertungen sind zweifellos von nationalsozialistischem Gedankengut geprägt. Bemerkenswert ist gleichwohl die Abkehr von dem bis dahin eindeutig auf die griechisch-römische Welt konzentrierten Bild der Antike hin zu einem Studium der orientalischen Welt aus ihren eigenen Quellen.